# Hrušov (okres Rožňava)
Hrhov (maďarsky Körtvélyes) je obec na Slovensku, v okrese Rožňava v Košickém kraji. Území obce sousedí s Maďarskem.
V roce 2011 zde žilo 341 obyvatel. V roce 2001 se 89 % obyvatel hlásilo k maďarské národnosti.